# Капиновски водопад
Капиновски водопад или Къпиновски водопад е водопад на река Веселина в село Къпиново, община Велико Търново, област Велико Търново.
Намира се почти в края на каньона на Еленските височини, на около 20 километра от Велико Търново и на около 5 километра от с. Велчево. До него се стига по добре асфалтиран път. На 300 метра на север е Къпиновският девически манастир „св. Никола Чудотворец“.
Височината на водоскока е 7 метра. От водопада водата попада в малко езеро, дълбоко около 7 метра, с диаметър 10 метра.

## Галерия
- Къпиновски водопад
- Къпиновски водопад
- Къпиновски водопад